# Ronny Borchers
Ronny Borchers (Frankfurt, Alemania Federal; 10 de agosto de 1957-18 de agosto de 2024) fue un futbolista y entrenador de fútbol alemán que jugó en la posición de centrocampista.

## Carrera

### Club
| Periodo   | Club                   |
| --------- | ---------------------- |
| 1975–1984 | Eintracht Frankfurt    |
| 1984–1985 | Arminia Bielefeld      |
| 1985–1986 | Grasshoppers           |
| 1986–1987 | SV Waldhof Mannheim    |
| 1987–1989 | FSV Frankfurt          |
| 1989–1991 | Kickers Offenbach      |
| 1991–1992 | Eintracht Frankfurt II |
| 1992–1993 | SV Bernbach            |

### Selección nacional
Jugó para Alemania Federal en seis ocasiones de 1978 a 1981 sin anotar goles.

### Entrenador
| Periodo   | Club                   |
| --------- | ---------------------- |
| 1994–1995 | SV Bernbach            |
| 1996–1997 | Kickers Offenbach      |
| 1998      | FSV Frankfurt          |
| 2004      | SV Bernbach            |
| 2007–2008 | Germania Ober-Roden    |
| 2008–2009 | Viktoria Aschaffenburg |
| 2010      | TGM SV Jügesheim       |
| 2010–2012 | Wormatia Worms         |
| 2013–2014 | FSV Fernwald           |
| 2014–2017 | FC 07 Bensheim         |

## Logros
- UEFA Cup: 1979–80[1]
- DFB-Pokal: 1980–81[1]